# Nema Andahadna
Nema Andahadna (* 16. September 1939 als Margaret E. Cook in Cincinnati; † 9. Januar 2018 als Margaret E. Ingalls in Columbus) war eine amerikanische Okkultistin, Zeremonienmagierin und Schriftstellerin, die vor allem für ihre magischen Schriften über den Ma'atischen Strom bekannt ist.

## Frühes Leben und Ausbildung
Margaret E. Cook war die Tochter von William Maurice und Edna Rita (Specht) Cook und hatte drei Brüder. Sie besuchte die Mount St. Joseph University, wo sie einen Bachelor-Abschluss in Englisch und Journalismus erwarb. Nach ihrem Abschluss arbeitete sie in der Marktforschung.

## Liber Pennae Praenumbra
Nema Andahadna praktizierte und schrieb mehr als dreißig Jahre lang über Magick. Sie war einige Jahre Mitglied des Typhonischen OTO und ehemalige Hohepriesterin des „Circle of Sacred Grove“ und „Church of Pantheist Wicca“. Ebenso war sie Treuhänderin der „Pagan Community Council of Ohio“ und eine AMOOKOS-Initiierte (Adi Nath). Im Jahr 1974 channelte sie ein kurzes Buch mit dem Titel Liber Pennae Praenumbra. Sie schickte das Liber Pennae Praenumbra an Kenneth Grant, welches er dann in sein Werk Outside The Circles Of Time einfließen ließ, da er darin „einen Schlüssel zum transäonischen Verständnis der Magie“ sah. Grant erklärte, die Äonen seien nicht als linear und aufeinanderfolgend zu verstehen, sondern existierten parallel, so dass man sie durch verschiedene Bewusstseinszustände erfahren kann. Durch das Buch und auf der Grundlage ihrer Erfahrungen mit der thelemischen Magick, entwickelte sie ihr eigenes magisches System, die Maat-Magie, welches das Ziel die Entwicklung der Menschheit hat. In der Charta der von ihr mitgegründete „Horus Maat Loge“ ist zu lesen:

„Es ist unser Wille, die Entwicklung des Homo Sapiens zum Homo Veritas zu unterstützen und uns gegenseitig und allen heute lebenden Wesen zu helfen, das Tor zur Maat (Wahrheit) zu finden.“

Ihre Schriften sind in vielen Publikationen erschienen, darunter das Cincinnati Journal of Ceremonial Magick, Äon und Starfire. Laut Donald Michael Kraig ist:

„Nema eine der einflussreichsten Okkultisten des letzten Vierteljahrhunderts, obwohl die meisten Okkultisten ihre Werke nie gelesen haben. Was Nema getan hat, ist, diejenigen zu beeinflussen, die als Schriftsteller und Lehrer tätig waren. Diese wiederum haben den Rest von uns beeinflusst.“

### Die magische Formel
IPSOS, was „selbst“ bedeutet, ist die magische Formel des Äons von Ma'at, wie sie von Nema Andahadna in ihrem magischen Werk Liber Pennae Praenumbra überliefert wurde. Sie wird von der Horus-Maat-Loge und dem Typhonischen Orden von Kenneth Grant verwendet. Innerhalb des Thelema-Systems wird die Geschichte in eine Reihe von Äonen unterteilt, wobei jedes Äon sein eigenes vorherrschendes Konzept der Göttlichkeit und seine eigene magische Formel der Erlösung und des Aufstiegs hat. Nach Aleister Crowley waren die letzten drei Äonen das Äon der Isis, das Äon des Osiris und das gegenwärtige Äon des Horus, das 1904 mit der Niederschrift des Buches des Gesetzes begann und dessen magischen Formel ABRAHADABRA lautet. Das künftige Äon, das das gegenwärtige schließlich ablösen soll, ist das Äon der Ma'at. Nach Ansicht einiger, wie Charles Stansfeld Jones (Frater Achad), ist das Äon von Ma'at bereits eingetroffen.

### Die Horus-Maat-Loge
Die Horus-Maat-Loge wurde am 26. April 1979 von Soror Nema und von „Mitglieder des Hains, des Sterns und der Schlange“ gegründet. Die Loge ist ohne hierarchische Struktur, erkennt aber, statt magische Grade, vier Entwicklungsstufen an. Sie widmet ihre Arbeit Thelema, als auch der Maat zu, das sie als „evolutionären Energien des Doppelstroms 93/696 bezeichnen“, wobei die Zahl 93 für Thelema und die Zahl 696 für Maat steht. Die Loge behauptet von sich in direkter Verbindung mit dem kollektiven Unbewussten zu stehen, um kontinuierlich daran zu arbeiten, die Spezies zu einem vollen Bewusstsein zu erwecken. Die Loge bietet keine Initiation im üblichen Sinne an, in dem andere Mitglieder mit dabei sind, sondern setzt mehr auf die Eigeninitiation. Die Loge und ihre Ideen wurden in den Schriften von Kenneth Grant erwähnt.

## Persönliches Leben
Nema war zuletzt mit Michael David Ingalls verheiratet. Sie hatte einen Sohn und drei Töchter aus früheren Ehen. Sie starb im Riverside Methodist Hospital in Columbus, Ohio.

## Werke
- Liber Pennae Praenumbra. In: Cincinnati Journal of Ceremonial Magick, 1974.
- Liber Pennae Praenumbra. Black Moon Publishing, 2018, ISBN 978-1-890399-56-6
- The Priesthood: Parameters and Responsibilities. Black Moon Publishing, Cincinnati 1985, ISBN 1-890399-07-8.
- Maat Magick: Ein Leitfaden zur Selbst-Initiation. Jan Fries (Vorwort), Kenneth Grant (Einleitung). Edition Roter Drache, 2010, ISBN 978-3-939459-31-6.
- The Way of Mystery: Magick, Mysticism & Self-Transcendence. Llewellyn Publications, 2003, ISBN 0-7387-0290-0.
- The Evolution of Maat Magick: from Cornfields to Cyberspace.Vortrag gehalten am 10. April 2004 auf der Thelemic Conference in Conway Hall, London. In: Silverstar, Ausgabe 2, Autumn Equinox, 2004; horusmaatlodge.com
- Maatian Meditations And Considerations. Black Moon Publishing, 2008, ISBN 978-1-890399-10-8.